# Banco de Portugal
Die Banco de Portugal (portugiesisch ‚Bank von Portugal‘) ist die Zentralbank von Portugal mit Sitz in Lissabon. Sie wurde mit königlichem Erlass vom 19. November 1846 gegründet. Als Notenbank war sie für die Ausgabe von Banknoten des Portugiesischen Reals und später des Portugiesischen Escudos zuständig. Heute ist sie ein Teil des Europäischen Systems der Zentralbanken.

## Geschichte
1822 wurde die Bank von Lissabon als Notenbank gegründet. Eine umfangreiche Banknotenausgabe zur Finanzierung des Staatshaushaltes unterminierte jedoch das Vertrauen von Investoren. 1846 stand die Bank kurz vor dem Zusammenbruch. Um sie zu retten, wurde die Bank von Lissabon mit der (ebenfalls illiquiden) Companhia Confiança Nacional fusioniert. Die hierdurch entstandene Banco de Portugal erhielt ein Banknotenmonopol für Portugal. Die ausgegebenen Banknoten wurden zum gesetzlichen Zahlungsmittel erklärt. Diese Maßnahme war erfolgreich und die Bank konnte einen großen Teil der Banknoten der Vorgängerinstitute einlösen.
In den 1850er Jahren stieg der Finanzbedarf des Staates wieder stark an. Zur Deckung begrenzte die Regierung das Notenprivileg auf Lissabon und erteilte einer Reihe anderer Banken das Recht auf Banknotenausgabe. Die so entstandenen Notenbanken waren in der Hauptstadt die Banco Minho, die Banco de Braga und die Banco Ultramarin. In Porto wurden die Notenbanken Banco Mercantile, Banco Union, Banco Alliance und Banco Public Utility gegründet.
Trotz dieser Wettbewerber setzte sich die Banco de Portugal am Markt durch. Im Jahr 1887 erhielt sie erneut das ausschließliche Recht zur Banknotenemission. Die Banknoten anderer Notenbanken wurden innerhalb der folgenden 15 Jahre eingezogen. Ausnahme war die Banco Nacional Ultramarino, die Banknoten für die portugiesischen Kolonien ausgab.
1890/91 geriet die Bank während einer Finanzkrise in Schwierigkeiten. Um die Bank zu retten, legte die Regierung gesetzlich einen Zwangskurs für die ausstehenden Noten fest. Dieser Zwangskurs galt auch nach der Einführung des Escudos für die neue Währung.
1924 wurde die Banco de Portugal Opfer des größten Falls von Banknotenfälschung der Geschichte. Alves dos Reis brachte Falschgeld in einem Volumen in Umlauf, das genauso groß war wie die offiziellen Noten. In der Folge gerieten Bank und Escudo unter massiven Druck.
Bis zu ihrer Verstaatlichung im September 1974 war die Banco de Portugal eine Privatnotenbank, deren Aktien an der Börse notiert waren. Seit 1975 ist die Banco de Portugal auch für die Bankenaufsicht zuständig.

## Gouverneure der Banco de Portugal
Seit 1887 obliegt die Leitung der Banco de Portugal einem Gouverneur.
| 1                                      | António Augusto Pereira de Miranda  | 1887–1891 |
| 2                                      | Pedro Augusto de Carvalho           | 1891–1894 |
| 3                                      | Júlio de Vilhena                    | 1895–1907 |
| 4                                      | José Adolfo de Melo e Sousa         | 1907–1910 |
| 5                                      | Inocêncio Camacho Rodrigues         | 1911–1936 |
| Kein Gouverneur zwischen 1936 und 1957 |                                     |           |
| 6                                      | Rafael da Silva Neves Duque         | 1957–1963 |
| 7                                      | António Pinto Barbosa               | 1966–1974 |
| 8                                      | Manuel Jacinto Nunes                | 1974–1975 |
| 9                                      | José da Silva Lopes                 | 1975–1980 |
| 10                                     | Manuel Jacinto Nunes                | 1980–1985 |
| 11                                     | Vítor Constâncio                    | 1985–1986 |
| 12                                     | Tavares Moreira                     | 1986–1992 |
| 13                                     | Luís Miguel Couceiro Pizarro Beleza | 1992–1994 |
| 14                                     | António José Fernandes de Sousa     | 1994–2000 |
| 15                                     | Vítor Constâncio                    | 2000–2010 |
| 16                                     | Carlos Costa                        | 2010–2020 |
| 17                                     | Mário Centeno                       | 2020–     |